# Иейав ап Идвал
Иейав ап Идвал, или Идвал Младший (валл. Ieuaf ap Idwal, умер в 969) — король Гвинеда (950—969), сын Идвала ап Анарауда, брат и соправитель Иаго ап Идвала. Его настоящее имя — Идвал, но летописцы во избежание путаницы с отцом называли его Иейав, то есть «Младший».

## Биография
После смерти Идвала ап Анарауда в 942 году, его сыновья должны были вместе править Гвинедом, но вторгшийся с юга Хивел Добрый узурпировал власть. После смерти Хивела братьям всё же удалось вернуть престол, победив сыновей узурпатора. Иаго и Иейав разделили Гвинед между собой на две части. Их кузен, Кинан ап Элиссед, был отравлен в 943 году.
За 950 год, Хроника Принцев Уэльса сообщает, что Иаго и Иейав, дважды совершили набег на Дивед. Затем, согласно Гвентианской Хронике, «великая ненависть возникла между сыновьями Идвала, Иаго и Иейава и ... Иаго поймал его брата Иейава и посадил его в тюрьму и ослепил его горячим железом» в 967 году и что «сын Идвала умер в тюрьме, где он был в течение многих лет одиноким, лишенным глаз» в 985 году. Согласно же Хронике Принцев Уэльса он повесился в том же 967 году.
Сначала они правили мирно, вместе совершив набег на Дехейбарт в 952 году и отразив нашествие сыновей Хивела Доброго в 954 году. Анналы Камбрии, Хроника Принцев Уэльса и Гвентианская Хроника сообщают о смерти их брата, Родри, что он был убит ирландцами Моны в 966 году, и Иаго отомстил им за это, уничтожив Аберфрау, где ирландцы проживали. Однако вскоре между ними началась война. В 969 году Иаго пленил Иейава и убил его. Согласно же Гвентианской Хронике Идвал Младший сын Идвала Лысого был убит в 978 году, по Хронике Принцев Уэльса в 979 году.
Хроника Принцев Уэльса упоминает о двух сыновьях Идвала, о Мейриге, как заболевшем в 972 году и об Иейаве, как умершем в 987 году. Также Хроника Принцев Уэльса и Гвентианская Хроника упоминают о трех сыновьях Иейава(Иейана) - Хивел, Кадваллон и Майг(Мейриг).
ПИтер Бартрум считает что Дж.Ллойд ошибается, объединяя Идвала Младшего и Иейава(Иейана) в одну личность